# Tadeusz Urbański (polityk)
Tadeusz Stanisław Urbański (ur. 22 stycznia 1935 w Inowrocławiu, zm. 26 marca 1996 w Lubinie) – polski polityk, poseł na Sejm PRL VIII kadencji.

## Życiorys
1 sierpnia 1952, jako absolwent Technikum Elektrycznego w Toruniu, rozpoczął pracę – na podstawie nakazu pracy w Fabryce Urządzeń Mechanicznych „Chocianów” w Chocianowie na stanowisku zaopatrzeniowca. Po ukończeniu studiów na Wydziale Mechaniczno-Technologicznym Politechniki Poznańskiej w 1968 uzyskał tytuł zawodowy inżyniera mechanika i awansował na zastępcę dyrektora ds. ekonomicznych, będąc uprzednio dyspozytorem produkcji i szefem produkcji. W okresie od 13 lipca 1973 do 1992 był dyrektorem naczelnym tej samej fabryki, która kolejno zmieniała nazwę: Kombinat Obrabiarek do Części Tocznych „PONAR-WAFUM” – Fabryka Urządzeń Mechanicznych w Chocianowie, Fabryka Automatów Tokarskich „PONAR-WROCŁAW” Zakład Nr 2 w Chocianowie, Fabryka Urządzeń Mechanicznych „PONAR-CHOCIANÓW” w Chocianowie. 
W 1954 wstąpił do Polskiej Zjednoczonej Partii Robotniczej, a w latach 1957–1962 należał do Związku Młodzieży Socjalistycznej. Od 1968 do 1978 był członkiem egzekutywy Komitetu Miejskiego lub Komitetu Miejsko-Gminnego PZPR w Chocianowie (do 1974 także prezydium MGK Frontu Jedności Narodu, początkowo jako przewodniczący). Pełnił mandat radnego Powiatowej Rady Narodowej w Lubinie oraz radnego Wojewódzkiej Rady Narodowej w Legnicy. W latach 1981–1985 pełnił mandat posła na Sejm PRL VIII kadencji w okręgu Legnica. Zasiadał w Komisji Do Spraw Samorządu Pracowniczego Przedsiębiorstw, Komisji Przemysłu Ciężkiego, Maszynowego i Hutnictwa, Komisji Przemysłu oraz w Komisji Nadzwyczajnej do rozpatrzenia projektu ustawy o Trybunale Konstytucyjnym.
Dzięki jego zaangażowaniu w mieście i gminie Chocianów nastąpił rozwój społeczno gospodarczy; wybudowano wiele obiektów budownictwa mieszkaniowego, socjalnego i przemysłowego, a także stadion sportowy i szkołę średnią przy ul. Kolonialnej. Był również zawodnikiem KS Stal i działaczem Polskiego Komitetu Olimpijskiego. Został odznaczony Krzyżem Kawalerskim Orderu Odrodzenia Polski, Srebrnym Krzyżem Zasługi oraz Medalem 30-lecia Polski Ludowej.